# P.A. Semi
P. A. Semi (изначально от «Palo Alto Semiconductor») — бывшая бесфабричная компания, основанная Daniel W. Dobberpuhl в Санта-Кларе (Калифорния) в 2003 году. Основатель компании, бакалавр по направлению electrical engineering (1967 год, Иллинойсский университет в Урбана-Шампейн), ранее руководил проектированием микропроцессоров DEC Alpha 21064 и StrongARM. В компании работало около 150 инженеров, некоторые из которых ранее участвовали в работах над микропроцессорами Itanium, Opteron, UltraSPARC. В апреле 2008 года компания Apple купила P.A. Semi за 278 миллионов долларов США.

## История
Основным направлением P. A. Semi была разработка производительного и энергоэффективного процессора с архитектурой Power Architecture. Процессор назывался PWRficient и был основан на процессорном ядре PA6T. Ядро PA6T стало первым Power-ядром, разработанным с нуля компанией, не состоящей в альянсе AIM (Apple, IBM, Motorola/Freescale) Одним из инвесторов P.A. Semi была компания Texas Instruments, и её производственные мощности могли бы использоваться при производстве процессоров PWRficient.
Процессоры PWRficient поставлялись ограниченному кругу заказчиков с 2007 года.
По неподтвержденной информации, P. A. Semi и Apple сотрудничали и Apple мог стать основным покупателем процессоров PWRficient. Однако, после перехода Apple на процессоры Intel это сотрудничество, скорее всего прекратилось, так как Apple стала использовать в выпускаемых компьютерах процессоры Intel Core (x86) вместо процессоров с архитектурой Power.

## Приобретение компанией Apple
23 Апреля 2008 года Apple объявила о покупке компании P. A. Semi.  11 июня 2008 года, на ежегодной конференции Worldwide Developer’s Conference, CEO Apple Стив Джобc заявил, что целью приобретения был талант инженеров P. A. Semi, который будет использоваться при создании микросхем для iPod, iPhone и других мобильных устройств, например, iPad. P.A. Semi заявила, что поставки процессора PWRficient PA6T-1682M продолжатся, при условии, что лицензия на разработку процессоров с архитектурой Power (выданная компанией IBM) может быть передана в покупающую компанию.
Вскоре после покупки Apple тайно подписала с компанией ARM соглашение, разрешающее разрабатывать собственные микропроцессоры с архитектурой ARM.
По информации аналитика Linley Gwennap, команда инженеров разработала микроархитектуру процессора Apple A6 в 2010 году.